# Everton FC (rezerva a akademie)
Rezerva Evertonu FC je rezervní tým anglického klubu Everton FC. Rezerva hraje ligovou sezónu v Premier League do 21 let, což je nejvyšší liga v Anglii pro tuto věkovou kategorii. Trenérem je David Unsworth.
Akademie Evertonu FC je výběr hráčů Evertonu do 18 a níže let. Akademie působí v Premier League do 18 let a v FA Youth Cupu. Trenérem je Kevin Sheedy.

## Sestava U21
Aktuální k datu: 2. únor 2016
| Číslo |        | Pozice | Hráč             |
| ----- | ------ | ------ | ---------------- |
| 36    | Česko  | B      | Jindřich Staněk  |
| 40    | Irsko  | Ú      | Sam Byrne        |
| 46    | Anglie | Z      | Joe Williams     |
| 47    | Wales  | O      | James Graham     |
| 48    | Anglie | Ú      | Courtney Duffus  |
| 49    | USA    | O      | Antonee Robinson |
| 50    | Wales  | O      | Gethin Jones     |
| 51    | Anglie | Z      | Kieran Dowell    |
| 54    | Anglie | B      | Connor Hunt      |

| Číslo |          | Pozice | Hráč             |
| ----- | -------- | ------ | ---------------- |
| 56    | Polsko   | B      | Mateusz Hewelt   |
| 58    | Anglie   | O      | Jordan Thorniley |
| 65    | Anglie   | Ú      | Calum Dyson      |
| —     | Wales    | B      | Louis Gray       |
| —     | Brazílie | O      | Felipe Mattioni  |
| —     | Anglie   | O      | Matthew Foulds   |
| —     | Irsko    | Z      | Harry Charsley   |
| —     | Anglie   | Z      | Tyrone Duffus    |

## Sestava U18
Aktuální k datu: 12. březen 2016
| Číslo |         | Pozice | Hráč              |
| ----- | ------- | ------ | ----------------- |
| —     | Anglie  | B      | Joe Hilton        |
| —     | Wales   | B      | Aaron Jones       |
| —     | Irsko   | B      | Ciaran O'Loughlin |
| —     | Anglie  | B      | Ben Pierce        |
| —     | Anglie  | B      | Matthew Johnson   |
| —     | Anglie  | O      | Josef Yarney      |
| —     | Anglie  | O      | Jack Bainbridge   |
| —     | Anglie  | O      | Callum Lees       |
| —     | Anglie  | O      | Morgan Feeney     |
| —     | Anglie  | O      | Jamie Mellen      |
| —     | Anglie  | O      | Spencer Myers     |
| —     | Skotsko | O      | Daniel Bramall    |
| —     | Anglie  | O      | Liam Morris       |

| Číslo |                                | Pozice | Hráč             |
| ----- | ------------------------------ | ------ | ---------------- |
| —     | Skotsko                        | Z      | Fraser Hornby    |
| —     | Anglie                         | Z      | George Withe     |
| —     | Anglie                         | Z      | Jack Kiersey     |
| —     | Wales                          | Z      | Ryan Harrington  |
| —     | Konžská demokratická republika | Z      | Beni Baningime   |
| —     | Irsko                          | Ú      | Steven Kinsella  |
| —     | Anglie                         | Ú      | Tyrone Duffus    |
| —     | Anglie                         | Ú      | Nathan Holland   |
| —     | Finsko                         | Ú      | Miko Virtanen    |
| —     | Wales                          | Ú      | Nathan Broadhead |
| —     | Anglie                         | Ú      | Shayne Lavery    |
| —     | Anglie                         | Ú      | Delial Brewster  |

## Úspěchy
- The Central League ( 1× )
  - 1913/14
- Premier Academy League ( 2× )
  - 2010/2011, 2013/2014
- FA Youth Cup ( 3× )
  - 1965, 1984, 1998
- Northern Ireland Milk Cup ( 6× )
  - 1995, 2002, 2008, 2009, 2011, 2013